# Thioploca
Thioploca (лат.) — род гамма-протеобактерий из порядка Thiotrichales. Нитчатые серные бактерии, которые встречаются на глубине до 3000 метров у западного побережья Южной Америки, а также встречаются в пресноводных водоемах по всему миру. Большая вакуоль занимает более 80 % объёма их клеток и запасает растворенный нитрат. Также бактерия ассимилирует сульфиды и накапливает элементную серу внутри клеток, которые используются для получения энергии путём окисления сульфида и серы нитратом. Концентрация нитрата в вакуоли чрезвычайно высока (500 mM), хотя осадочные породы, в которых они живут, содержат относительно мало азота (25 мкM). Поскольку данный тип бактерий использует как соединения серы, так и азота, они могут обеспечить важную связь между циклами азота и серы. Отличительной особенностью сероокисляющих бактерий рода Thioploca является слизистый чехол, который они используют в качестве туннеля для перемещения между восстановленным сульфидосодержащим осадком и придонной водой, содержащей нитрат.

## Классификация
На октябрь 2018 года в род включают 4 вида:
- Thioploca araucae[англ.] Maier and Gallardo 1984
- Thioploca chileae[англ.] Maier and Gallardo 1984
- Thioploca ingrica Wislouch 1912[9]
- Thioploca schmidlei Lauterborn 1907typus